# Triplemanía XXVII
Triplemanía XXVII fue la vigésimo septima edición de Triplemanía evento pague-por-ver producido por la empresa mexicana Lucha Libre AAA Worldwide. El evento tuvo lugar el 3 de agosto de 2019 en la Arena Ciudad de México.
En el evento estelar, Blue Demon Jr. defendió con éxito su máscara y ganó la cabellera de Dr. Wagner Jr. El evento también tuvo el debut del ex Campeón Peso Pesado de la UFC Caín Velásquez en la Lucha libre profesional y luchas titulares por el Campeonato Mundial de Tríos de AAA, Campeonato Mundial en Parejas Mixto de AAA y el Campeonato Reina de Reinas de AAA.

## Producción

### Antecedentes

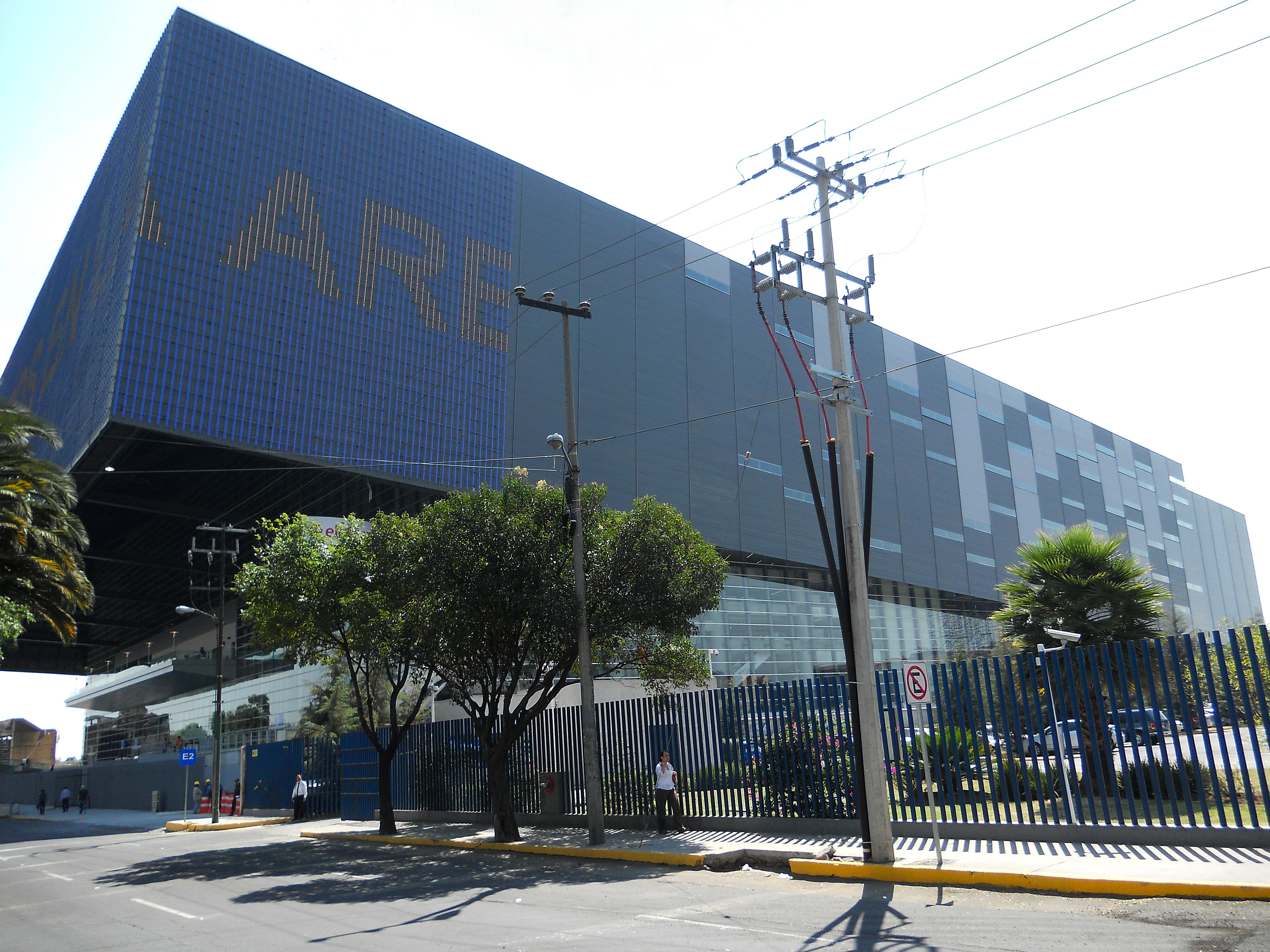
Vista exterior del edificio Arena Ciudad de México.

2019 fue el año en que se celebró el evento insignia de la empresa mexicana Lucha Libre AAA Worldwide el espectáculo anual Triplemanía en su edición número 27 y el 31º espectáculo general de Triplemanía promocionado por AAA (AAA promovió múltiples espectáculos de Triplemanía durante los veranos de 1994 a 1997). Desde el evento de 2012, Triplemanía se había llevado cabo en la Arena Ciudad de México, un estadio cubierto en Azcapotzalco, Ciudad de México, México que tiene una capacidad máxima de 22,300 espectadores.  Triplemanía XXVII es la octava Triplemanía consecutiva ( XX, XXI, XXII, XXIII, XXIV, XXV y XXVI ) que se celebra en el recinto.   

### Argumentos
El 25 de agosto de 2018 en Triplemanía XXVI, LA Park ganó el Póker de Ases en una jaula de acero, ganando la máscara de El Hijo del Fantasma. Luego del combate, Rey Wagner llegó al ring y retó a LA Park a apostar su máscara en Triplemanía XXVII, reto que fue aceptado por LA Park.  Sin embargo, en octubre de 2018, LA Park dejó AAA, alegando su descontento con el trato que la compañía le daba. El 26 de octubre en Héroes Inmortales XII, Blue Demon Jr. traicionó a Rey Wagner durante el combate de Wagner contra Jeff Jarrett, que Wagner aún así ganó.  En diciembre, Blue Demon Jr. continuó consolidando su papel como rival de Rey Wagner. El 10 de febrero, Wagner salió victorioso ante Blue Demon Jr. en una Lucha Callejera y esa misma noche, retó a Demon a una Lucha de Apuestas, reto que no fue respondido en ese momento. El 27 de febrero, AAA anunció que Blue Demon Jr. y Rey Wagner se enfrentarán en una Lucha de Apuestas como evento principal de Triplemanía XXVII. 
En febrero de 2019, el ex campeón de peso pesado UFC Caín Velásquez hizo declaraciones calificando a la Lucha Libre de "falsa" y "un espectáculo sin golpes reales".  El 26 de marzo, en una conferencia de prensa de AAA, Velásquez anunció que había firmado con la empresa y luego fue confrontado por un grupo de luchadores de AAA, incluido Texano Jr. El 2 de julio, AAA anunció que se firmó una lucha de tríos entre Velásquez, Psycho Clown y Cody Rhodes contra Los Mercenarios (Texano Jr. y Taurus ) y un compañero sorpresa para Triplemanía XXVI.
A principios de febrero de 2019, The Lucha Bros. (Fénix y Pentagón Jr.) aparecieron en el mitin de AEW en Las Vegas, donde confrontaron y atacaron a los vicepresidentes ejecutivos de la compañía The Young Bucks (Matt Jackson y Nick Jackson). El 23 de febrero, en el evento The Art of War de AAW Wrestling, los Jackson atacaron a Fénix y Pentagón. El 16 de marzo en Rey de Reyes, The Young Bucks derrotaron a The Lucha Bros. para ganar el Campeonato Mundial en Parejas AAA y el 25 de mayo, en Double or Nothing, defendieron con éxito sus títulos en una revancha. El 16 de junio en Verano de Escándalo, The Lucha Bros. recuperaron sus títulos en un combate de goma. El 29 de junio en Fyter Fest, Laredo Kid hizo equipo con The Lucha Bros. sin éxito contra The Young Bucks y Kenny Omega . El 2 de julio, AAA anunció que se firmó una revancha de la lucha de tríos de [[ para Triplemanía XXVII.
El 16 de junio en Verano de Escándalo, Keyra ganó el Campeonato Reina de Reinas AAA luego de derrotar a la campeona Lady Shani y Chik Tormenta en una triple amenaza. El 2 de julio, AAA anunció la primera lucha femenina de Mesas, Escaleras y Sillas en la historia de la compañía, en la que Keyra defenderá su título contra Lady Shani, Chik Tormenta, Faby Apache, La Hiedra y las representantes de Impact Wrestling Taya y Tessa Blanchard en Triplemanía XXVII.

## Consecuencias
Al día siguiente de Triplemanía XXVII, Wagner declaró que no era su último combate como luchador y debía cumplir con sus compromisos ya pactados antes de su retiro definitivo en 2020. 

## Resultados
- Kickoff: Astrolux, Dragon Bane y Arkángel Divino derrotaron a Aramís, Toxin y Arez. (10:53)
- Villano III Jr. & Lady Maravilla derrotaron a Niño Hamburguesa & Big Mami (c), Sammy Guevara & Scarlett Bordeaux y Australian Suicide & Vanilla ganando el Campeonato Mundial en Parejas Mixto de AAA. (12:38)
  - Lady Maravilla cubrió a Niño Hamburguesa después de «Low Blow».
- Los Jinetes del Aire (El Hijo del Vikingo, Myzteziz Jr., & Golden Magic) derrotaron a El Nuevo Poder del Norte (Mocho Cota Jr., Carta Brava Jr.) & Tito Santana y Las Fresas Salvajes (Pimpinela Escarlata, Mamba & Máximo) y ganaron el vacante Campeonato Mundial de Tríos de AAA. (14:38)
  - Vikingo cubrió a Carta Brava Jr. después de un «450 splash».
- Pagano ganó la Copa Triplemanía. (26:45)
  - Pagano eliminó finalmente a Chessman ganando la lucha.
  - Los otros participantes fueron: Eclipse Jr., La Parka, Puma King, Aero Star, Drago, Averno, Super Fly, Monster Clown, Murder Clown, Daga, Konnan, Vampiro y Rey Escorpión.
  - Después de la lucha, L. A. Park, L.A. Park Jr. e Hijo de L.A. Park atacaron a Pagano.
- Tessa Blanchard derrotó a Lady Shani, Taya, Faby Apache, La Hiedra, Chik Tormenta y Ayako Hamada y ganó el vacante Campeonato Reina de Reinas de AAA en una lucha de Mesas, escaleras y sillas. (10:32)
  - Blanchard ganó la lucha después de descolgar el título.
- Psycho Clown, Cody Rhodes y Caín Velásquez derrotaron a Los Mercenarios (El Texano Jr. & Taurus) y Killer Kross. (13:08)
  - Velásquez hizo rendir a El Texano Jr. con una llave «Kimura».
- Laredo Kid y Lucha Brothers (Pentagón Jr. & Fénix) derrotarón a The Elite (Kenny Omega y The Young Bucks (Nick & Matt Jackson)). (18:47)
  - Pentagón Jr. cubrió a Matt Jackson después de un «Factor Miedo»
- Blue Demon Jr. derrotó a Dr. Wagner Jr. en una lucha de Máscara vs. Cabellera. (14:47)
  - Demon Jr. cubrió a Wagner Jr. después de golpearlo en la cabeza con un bloque de concreto.
  - Como resultado Dr. Wagner Jr. perdió la cabellera.
  - Durante la lucha los legados de cada luchador interfirieron en su respectivo favor.